# Relationale Entwurfstheorie
Die relationale Entwurfstheorie beschäftigt sich auf Grundlage formaler Methoden mit dem konzeptuellen Entwurf der Schemata relationaler Datenbanken. Die relationale Entwurfstheorie bietet damit eine theoretische Basis für den Entwurf eines guten Relationenschemas. 
Grundlage für den Entwurf eines Schemas bilden dabei funktionale Abhängigkeiten, die – informell gesagt – eine Verallgemeinerung des Schlüsselbegriffs sind, mit dessen Hilfe sich bestimmte gespeicherte Daten eindeutig identifizieren lassen. Des Weiteren sind die kanonische Überdeckung funktionaler Abhängigkeiten und mehrwertige Abhängigkeiten Gegenstand der Untersuchung; letztere sind wiederum eine Verallgemeinerung der funktionalen Abhängigkeiten.
Mithilfe der funktionalen Abhängigkeiten werden Normalformen für relationale Schemata definiert; sie stellen ein Gütekriterium dar, anhand dessen die Güte von Relationenschemata bewertet wird; Güte ist dabei ein Sammelbegriff für Eigenschaften wie Handhabbarkeit, Verständlichkeit, Übersichtlichkeit usw. Die relationale Entwurfstheorie versucht, diesen Gütebegriff mithilfe der Normalformen zu formalisieren.
Ein gutes relationales Schema zeichnet sich beispielsweise dadurch aus, dass Informationen nicht implizit gespeichert werden, dass Informationen nicht redundant gespeichert werden und dass keine Inkonsistenzen, hervorgerufen durch Änderungs-, Lösch- und Einfügeanomalien, auftreten. Solche unerwünschten Eigenschaften von Relationenschemata werden oft durch Vermischung, Zerlegung oder wiederholte Speicherung der in der Informationsbedarfsanalyse identifizierten Entitäten hervorgerufen.
Man unterscheidet in der relationalen Entwurfstheorie zwei Ansätze:
- Die Normalisierung von Relationen hilft, einen gegebenen Entwurf zu verbessern: Sind für ein Relationenschema bestimmte Normalformen nicht erfüllt, so kann man dieses mithilfe entsprechender Normalisierungsalgorithmen in mehrere Schemata zerlegen, die dann die gewünschte Normalform erfüllen.
- Die Synthese von Relationen zielt auf die Konstruktion eines optimalen Relationalschemas ab.